# Muntele Li

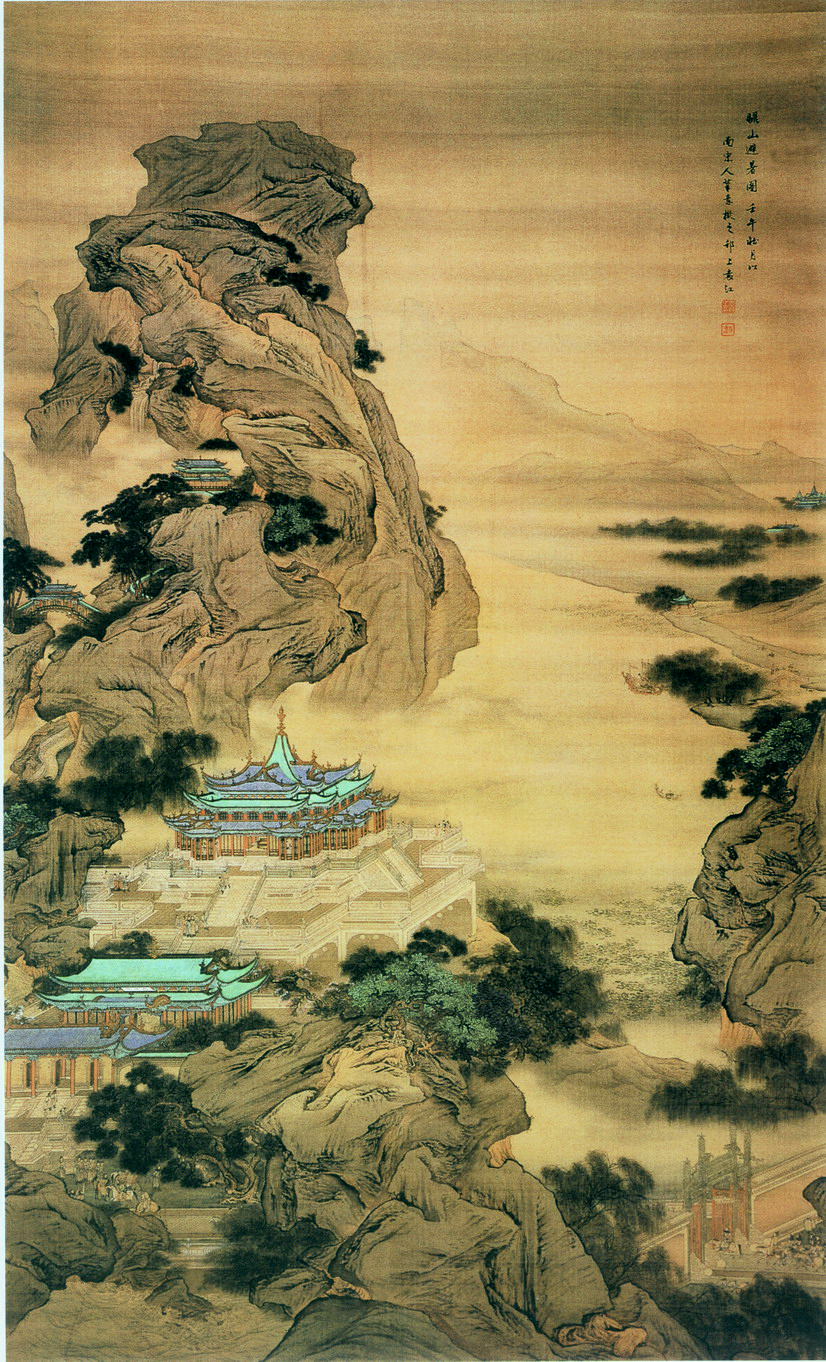
„Vara pe Muntele Li” (驪山避暑图) - pictură pe mătase de Yuani Jiang, din 1702 - Muzeul Capitalei din Beijing

Muntele Li (în chineză simplificată: 骊山; chineză tradițională: 驪山; pinyin: Lí Shān) este un munte situat în nord-est orașului Xi'an din Provincia Shaanxi, China. Muntele face parte din lanțul montan Qinling și are o înălțime de 1302 de metri deasupra nivelului mării. Acesta este unul dintre cele opt locuri pitorești din Guanzhong și popular se afirmă că „strălucește ca un far în lumina soarelui de seară”.

## Istorie
Unele legende antice afirmă că numele său literal chinezesc „Muntele Armăsarul Negru” provine de la asemănarea sa cu un cal, în timp ce alte legende spun că numele a apărut în timpul Dinastiilor Shang și Zhou, deoarece „Tribul Armăsarul Negru” a trăit în această zonă. O altă legendă citează Muntele Li ca locul de unde zeița Lishan Laomu și Nüwa, creatoarea omenirii, au reparat zidul cerului. Cele două zeițe au fost mult timp venerate pe același munte.
În 771 î.Hr. regele You din Zhou a fost înjunghiat la poalele muntelui alături de un vasal loial Huan din Zheng. Acest lucru a marcat prăbușirea puternicei dinastii Zhou de Vest și a început o foarte lungă perioadă de conflicte care a devastat Câmpiile Centrale.
La poalele muntelui este necropola primului împărat Qin Shi Huang, care cuprinde mausoleul său și Armata de Teracotă.
Piscina Huaqing, un complex de ape termale din perioada Dinastiei Tang, se află la poalele Muntelui Li.

## Epoca Republicii Chineze
În 1936 liderul Kuomintang (KMT) Chiang Kai-shek a ajuns în Provincia Shaanxi și a rămas la Huaqing. Aparenta sa misiune a fost de a eradica comuniștii locali și dictatori militari, dar în schimb el a fost răpit și ascuns într-o crăpătură a Muntelui Li în ceea ce a devenit cunoscut sub numele de Incidentul Xi'an. După incident, guvernul KMT a construit „Pavilionul Minzu Fuxing” (民族复兴亭) la poalele crăpăturii în comemorarea acestuia.
Clădirea a fost reconstruită cu oțel și beton, în 1946, cu fondurile importante din partea studenților de la Academia Militară Whampoa din Guangdong. Acesta a fost redenumit „Pavilionul Zhengqi” (正气亭) cu inscripții în clădire elogiind Chiang scrise de ofițeri seniori KMT.

## Epoca Republicii Populare Chineze
După victoria comunismului din 1949, pavilionul a fost pentru un timp numit „Pavilionul Sechestrării lui Chiang” (捉蒋亭), în cele din urmă adoptând în 1986 numele actual de „Pavilionul Bingjian” (兵谏亭; literal „loc de consiliere cu forța”). Ambii termeni se referă la Incidentul Xi'an.
Astăzi, Parcul Național Forestier Muntele Li este un loc protejat la nivel național și o atracție turistică clasificată ca monument cultural și istoric.

## Vezi și
- Listă de munți din China

Acest articol se bazează pe o traducere a 骊 山din Wikipedia chineză; Informații despre moartea lui Youwang, în Bătălia de pe Muntele Li